# Artesia, Novi Meksiko
Artesia je gradić u okrugu Eddyju u američkoj saveznoj državi Novom Meksiku. Prema popisu 2010. imao je 10.692 stanovnika. Nalazi se na križanju autocesta 82 i 285. Te dvije ceste su gradske ulice. 82 je Glavna ulica (Main Street), a 285 je Prva ulica (First Street). Četiri milje dalje teče rijeka Pecos.

## Povijest
Gradić je današnje ime dobio 1903. godine nakon otkrića arteškog bunara u okolici. Arteški bunari za poljodjelstvo bili su u procvatu sve do 1920-ih kad je znatan broj njih presušio. Grad je 1905. službeno inkorporiran. 
Artesia je bila kandidat za ESPN-ov Grad naslova prvaka SAD-a (TitleTown USA) zbog svoje srednjoškolske momčadi američkog nogometa Artesia Bulldogs koja je 26 puta bila državni prvak. Na dane utakmica Artesia je doslovno u narančastom. Gotovo je nemoguće doći do ulaznica na domaćim utakmicama koje igraju u Bulldog Bowlu, najljepšim mjestom igranja srednjoškolskih utakmica u Novom Meksiku, a vrlo je teško doći do ulaznica i na njihovim gostujućim utakmicama. Navijači Bulldogsa ne očekuju stalno pobjede, oni zahtijevaju pobjede. Zbog Bulldogsa Artesia nosi naslov "Grada prvaka" (The City of Champions).

## Vanjske poveznice
- Službena stranica
- Lokalni dnevnik
- Trgovinska komora